# Liste des moulins à marée de France
Cet article recense les moulins à marée de France. Aucun de ces moulins n'est encore en activité, donc aucun ne peut
prétendre à entrer dans quelque bilan énergétique que ce soit. Une poignée de moulins est visitable (musée ou salle d'exposition), beaucoup de ceux
qui restent debout ont été transformés en maison d'habitation, les autres sont à l'état de ruines plus ou moins avancé ou ont totalement disparu.
Les moulins qui suivent ont été rangés dans l'ordre le plus naturel qui soit, c'est-à-dire dans celui qui consiste à suivre la côte depuis Hendaye
jusqu'à la frontière belge (il n'y a pas de moulin à marée sur la côte méditerranéenne puisqu'il n'y a pratiquement pas de marée sur cette mer).

## Liste
| Moulin                                      | Commune                    | Département          | Coordonnées                 | Etat actuel | Photo |
| ------------------------------------------- | -------------------------- | -------------------- | --------------------------- | ----------- | --- |
| Bacheforès                                  | Bayonne                    | Pyrénées-Atlantiques | 43° 29′ 45″ N, 1° 25′ 43″ O | élévation   | |
| Saint-Bernard                               | Bayonne                    | Pyrénées-Atlantiques | 43° 30′ 44″ N, 1° 29′ 10″ O | élévation   | |
| Coussot                                     | Chenac-Saint-Seurin-d'Uzet | Charente-Maritime    | 45° 30′ 07″ N, 0° 50′ 02″ O | élévation   | |
| Monards                                     | Chenac-Saint-Seurin-d'Uzet | Charente-Maritime    | 45° 30′ 57″ N, 0° 51′ 14″ O | élévation   | |
| Chatressac                                  | Chaillevette               | Charente-Maritime    | 45° 44′ 13″ N, 1° 03′ 25″ O | élévation   | |
| Moulin du port                              | Mornac-sur-Seudre          | Charente-Maritime    | 45° 42′ 40″ N, 1° 01′ 37″ O | élévation   | |
| Plordonnier                                 | Mornac-sur-Seudre          | Charente-Maritime    | 45° 42′ 16″ N, 1° 01′ 14″ O | vestiges    | |
| Moulin d'Eau                                | Saint-Sulpice-de-Royan     | Charente-Maritime    | 45° 41′ 03″ N, 0° 58′ 40″ O | élévation   | |
| Châlons                                     | Le Gua                     | Charente-Maritime    | 45° 43′ 28″ N, 0° 57′ 50″ O | élévation   | |
| Loges                                       | Saint-Just-Luzac           | Charente-Maritime    | 45° 48′ 23″ N, 1° 05′ 33″ O | élévation   | |
| Loix                                        | Loix                       | Charente-Maritime    | 46° 12′ 57″ N, 1° 26′ 22″ O | élévation   | |
| Rivedoux                                    | Rivedoux-Plage             | Charente-Maritime    | 46° 09′ 37″ N, 1° 16′ 30″ O | vestiges    | |
| Forerie-chapelle de la manufacture d'Indret | Indre                      | Loire-Atlantique     | 47° 11′ 41″ N, 1° 40′ 49″ O | vestiges    | |
| L'Épinay                                    | Surzur                     | Morbihan             | 47° 32′ 52″ N, 2° 37′ 07″ O | vestiges    | |
| Pen Castel                                  | Arzon                      | Morbihan             | 47° 33′ 06″ N, 2° 52′ 10″ O | élévation   | Tide Mill in Arzon |
| Le Lindin                                   | Sarzeau                    | Morbihan             | 47° 32′ 31″ N, 2° 49′ 36″ O | élévation   | Moulin à marée du Lindin                                                                                               |
| Ludré                                       | Saint-Armel                | Morbihan             | 47° 33′ 22″ N, 2° 43′ 47″ O | vestiges    | Les ruines de l'ancien moulin à marée de Ludré sont au premier plan                                                    |
| Hézo                                        | Le Hézo                    | Morbihan             | 47° 34′ 55″ N, 2° 42′ 18″ O | élévation   | Moulin à marée du Hézo                                                                                                 |
| Kerentreh                                   | Theix-Noyalo               | Morbihan             | 47° 36′ 59″ N, 2° 41′ 03″ O | élévation   | Moulin à marée de Kerentreh, à Noyalo                                                                                  |
| Cantizac                                    | Séné                       | Morbihan             | 47° 37′ 36″ N, 2° 44′ 30″ O | élévation   | Moulin à marée de Cantizac (Séné)                                                                                      |
| Campen                                      | Vannes                     | Morbihan             | 47° 38′ 44″ N, 2° 47′ 38″ O | élévation   | |
| Berno                                       | Île-d'Arz                  | Morbihan             | 47° 35′ 48″ N, 2° 48′ 18″ O | élévation   | |
| Paluden                                     | Arradon                    | Morbihan             | 47° 37′ 11″ N, 2° 50′ 02″ O | élévation   | |
| Pomper                                      | Baden                      | Morbihan             | 47° 37′ 15″ N, 2° 52′ 12″ O | élévation   | |
| Pont                                        | Baden                      | Morbihan             | 47° 37′ 00″ N, 2° 52′ 04″ O | vestiges    | Au premier plan, vestiges du moulin à marée du Pont                                                                    |
| Mériadec                                    | Baden                      | Morbihan             | 47° 36′ 11″ N, 2° 55′ 48″ O | élévation   | Moulin à marée de Mériadec en Baden                                                                                    |
| Kervilio                                    | Bono                       | Morbihan             | 47° 39′ 00″ N, 2° 55′ 51″ O | élévation   | |
| Pont-Sal                                    | Pluneret                   | Morbihan             | 47° 40′ 06″ N, 2° 55′ 32″ O | élévation   | |
| Poulbenn                                    | Crach                      | Morbihan             | 47° 39′ 17″ N, 2° 58′ 52″ O | vestiges    | |
| Moustoir                                    | Crach                      | Morbihan             | 47° 36′ 26″ N, 2° 58′ 20″ O | élévation   | |
| Coët Courzo                                 | Locmariaquer               | Morbihan             | 47° 35′ 19″ N, 2° 57′ 55″ O | élévation   | |
| Keriolet                                    | Saint-Philibert            | Morbihan             | 47° 35′ 03″ N, 2° 59′ 23″ O | élévation   | Moulin à marée de Keriolet                                                                                             |
| Béquerel                                    | Crach                      | Morbihan             | 47° 38′ 03″ N, 3° 02′ 03″ O | vestiges    | |
| Kerguoc'h                                   | Carnac                     | Morbihan             | 47° 37′ 49″ N, 3° 02′ 50″ O | élévation   | |
| Latz                                        | Carnac                     | Morbihan             | 47° 36′ 35″ N, 3° 01′ 37″ O | élévation   | Moulin à marée du Latz (ou du Lac)                                                                                     |
| Sac'h                                       | Belz                       | Morbihan             | 47° 39′ 39″ N, 3° 11′ 15″ O | élévation   | Moulin à marée du Sac'h                                                                                                |
| Bignac                                      | Belz                       | Morbihan             | 47° 39′ 47″ N, 3° 11′ 27″ O | vestiges    | |
| Demi-Ville                                  | Landévant                  | Morbihan             | 47° 44′ 48″ N, 3° 08′ 11″ O | élévation   | Moulin à marée de la Demi-Ville, en Landévant                                                                          |
| Berringue                                   | Plouhinec                  | Morbihan             | 47° 42′ 13″ N, 3° 11′ 41″ O | vestiges    | Ruines du moulin de Berringue                                                                                          |
| Stervins                                    | Riantec                    | Morbihan             | 47° 42′ 32″ N, 3° 19′ 35″ O | élévation   | Moulin à marée de Stervins                                                                                             |
| Sterbouest                                  | Locmiquélic                | Morbihan             | 47° 44′ 33″ N, 3° 18′ 52″ O | élévation   | Moulin à marée de Sterbouest                                                                                           |
| Plessis                                     | Lanester                   | Morbihan             | 47° 45′ 34″ N, 3° 19′ 31″ O | élévation   | Moulin à marée du Plessis, à Lanester                                                                                  |
| Ter                                         | Plœmeur                    | Morbihan             | 47° 44′ 01″ N, 3° 24′ 09″ O | vestiges    | |
| Beg-Nénez                                   | Guidel                     | Morbihan             | 47° 47′ 21″ N, 3° 31′ 26″ O | élévation   | Moulin à marée de Beg Nénez                                                                                            |
| St Maurice                                  | Clohars-Carnoët            | Finistère            | 47° 48′ 14″ N, 3° 31′ 38″ O | vestiges    | |
| Hénan                                       | Névez                      | Finistère            | 47° 50′ 10″ N, 3° 45′ 26″ O | élévation   | Moulin à marée du Hénan                                                                                                |
| Minaouët                                    | Trégunc                    | Finistère            | 47° 51′ 27″ N, 3° 53′ 11″ O | élévation   | 224 Minaouët |
| Pors-Moro                                   | Pont-l'Abbé                | Finistère            | 47° 52′ 03″ N, 4° 12′ 43″ O | élévation   | |
| Pont-l'Abbé                                 | Pont-l'Abbé                | Finistère            | 47° 52′ 04″ N, 4° 13′ 20″ O | élévation   | |
| Dourdy                                      | Loctudy                    | Finistère            | 47° 50′ 43″ N, 4° 11′ 22″ O | élévation   | |
| Pen ar veur                                 | Loctudy                    | Finistère            | 47° 50′ 19″ N, 4° 11′ 07″ O | vestiges    | |
| Keridreuff                                  | Pont-Croix                 | Finistère            | 48° 02′ 18″ N, 4° 29′ 12″ O | élévation   | |
| Moulin Mer                                  | Landévennec                | Finistère            | 48° 16′ 26″ N, 4° 17′ 21″ O | élévation   | |
| Logonna-Daoulas                             | Logonna-Daoulas            | Finistère            | 48° 19′ 00″ N, 4° 17′ 12″ O | élévation   | |
| Kerjan                                      | Le Conquet                 | Finistère            | 48° 21′ 36″ N, 4° 45′ 03″ O | vestiges    | |
| Couffon                                     | Kerlouan                   | Finistère            | 48° 38′ 11″ N, 4° 23′ 51″ O | élévation   | |
| Trogriffon                                  | Henvic                     | Finistère            | 48° 37′ 59″ N, 3° 56′ 58″ O | vestiges    | |
| Melin Vor                                   | Plouezoc'h                 | Finistère            | 48° 37′ 45″ N, 3° 48′ 40″ O | élévation   | Milin Vor de Dourduff en Terre                                                                                         |
| Grand Traouïero                             | Tregastel                  | Côtes-d'Armor        | 48° 49′ 32″ N, 3° 29′ 25″ O | élévation   | |
| Petit Traouïero                             | Perros-Guirec              | Côtes-d'Armor        | 48° 49′ 34″ N, 3° 29′ 10″ O | élévation   | |
| Buguélès                                    | Penvénan                   | Côtes-d'Armor        | 48° 50′ 41″ N, 3° 16′ 40″ O | élévation   | Moulin à marée de Buguélès                                                                                             |
| Cosquer                                     | Troguéry                   | Côtes-d'Armor        | 48° 45′ 22″ N, 3° 14′ 26″ O | élévation   | |
| Traou Meur                                  | Trédarzec                  | Côtes-d'Armor        | 48° 47′ 00″ N, 3° 13′ 07″ O | vestiges    | |
| Carpont                                     | Trédarzec                  | Côtes-d'Armor        | 48° 48′ 11″ N, 3° 12′ 50″ O | vestiges    | |
| Traou Bihan                                 | Lézardrieux                | Côtes-d'Armor        | 48° 48′ 17″ N, 3° 05′ 55″ O | vestiges    | Moulin à marée (Milin Vor, ou Traou Bihan, à Lézardrieux)                                                              |
| Traou-Meur                                  | Pleudaniel                 | Côtes-d'Armor        | 48° 45′ 27″ N, 3° 07′ 37″ O | élévation   | |
| Birlot                                      | Île-de-Bréhat              | Côtes-d'Armor        | 48° 50′ 51″ N, 3° 00′ 36″ O | élévation   | |
| Poulafret                                   | Paimpol                    | Côtes-d'Armor        | 48° 46′ 28″ N, 3° 01′ 42″ O | élévation   | |
| Dahouët                                     | Pléneuf-Val-André          | Côtes-d'Armor        | 48° 34′ 44″ N, 2° 33′ 45″ O | élévation   | |
| Roche Noire                                 | Matignon                   | Côtes-d'Armor        | 48° 37′ 28″ N, 2° 17′ 38″ O | élévation   | Moulin à marée de Rochenoire                                                                                           |
| Bellenray                                   | Saint-Lormel               | Côtes-d'Armor        | 48° 34′ 14″ N, 2° 13′ 33″ O | élévation   | |
| Rochegoude                                  | Saint-Briac-sur-Mer        | Ille-et-Vilaine      | 48° 36′ 16″ N, 2° 07′ 26″ O | élévation   | Moulin à marée de Rochegoude                                                                                           |
| Garde                                       | La Richardais              | Ille-et-Vilaine      | 48° 36′ 08″ N, 2° 02′ 06″ O | vestiges    | |
| Moulin Neuf                                 | Pleurtuit                  | Ille-et-Vilaine      | 48° 36′ 06″ N, 2° 02′ 02″ O | élévation   | Moulin à marée, dit Moulin Neuf, à Pleurtuit                                                                           |
| Montmarin                                   | Pleurtuit                  | Ille-et-Vilaine      | 48° 35′ 53″ N, 2° 01′ 29″ O | vestiges    | Moulin à marée de Montmarin                                                                                            |
| Fosse Mort                                  | Le Minihic-sur-Rance       | Ille-et-Vilaine      | 48° 34′ 13″ N, 2° 00′ 40″ O | vestiges    | |
| Herviais                                    | Le Minihic-sur-Rance       | Ille-et-Vilaine      | 48° 34′ 05″ N, 2° 00′ 22″ O | vestiges    | |
| Les Gondins                                 | Langrolay-sur-Rance        | Côtes-d'Armor        | 48° 33′ 07″ N, 1° 59′ 31″ O | vestiges    | |
| La Souhaitier                               | Plouër-sur-Rance           | Côtes-d'Armor        | 48° 32′ 41″ N, 1° 59′ 24″ O | vestiges    | |
| Plouër                                      | Plouër-sur-Rance           | Côtes-d'Armor        | 48° 31′ 35″ N, 1° 59′ 06″ O | élévation   | Le moulin de Plouër, parfois appelé moulin de la Minotais,photographié le 30 août 2017 depuis la cale de Plouër/Rance. |
| Rochefort                                   | Plouër-sur-Rance           | Côtes-d'Armor        | 48° 29′ 58″ N, 1° 59′ 23″ O | élévation   | |
| Falaise                                     | Saint-Hélen                | Côtes-d'Armor        | 48° 28′ 25″ N, 2° 00′ 05″ O | élévation   | |
| Prat                                        | La Vicomté-sur-Rance       | Côtes-d'Armor        | 48° 29′ 55″ N, 1° 58′ 48″ O | élévation   | |
| Mordreuc                                    | Pleudihen-sur-Rance        | Côtes-d'Armor        | 48° 30′ 47″ N, 1° 58′ 20″ O | élévation   | Moulin de Mordreuc en Plouhinec (Côtes d'Armor)                                                                        |
| Pont de Cieux                               | Pleudihen-sur-Rance        | Côtes-d'Armor        | 48° 31′ 11″ N, 1° 56′ 33″ O | élévation   | Moulin de Pont de Cieux, en Pleudihen                                                                                  |
| Tourniole                                   | La Ville-ès-Nonais         | Ille-et-Vilaine      | 48° 32′ 21″ N, 1° 56′ 48″ O | vestiges    | |
| Beauchet                                    | Saint-Père-Marc-en-Poulet  | Ille-et-Vilaine      | 48° 34′ 34″ N, 1° 57′ 17″ O | élévation   | |
| Quinard                                     | Saint-Jouan-des-Guérets    | Ille-et-Vilaine      | 48° 35′ 31″ N, 1° 58′ 01″ O | élévation   | le moulin de Quinard à St Jouan des Guérets                                                                            |
| Lupin                                       | Saint-Coulomb              | Ille-et-Vilaine      | 48° 41′ 09″ N, 1° 56′ 39″ O | vestiges    | |